# 특별인출권
특별인출권(特別引出権, 영어: special drawing rights, SDR)은 국제통화기금 가맹국이 국제수지 악화 때 담보 없이 필요한 만큼의 외화를 인출할 수 있는 권리 또는 통화이다. SDR은 IMF의 계정 단위이며 가상통화이다. IMF 회원국이 보유한 통화에 대한 청구권을 나타내며, 이를 통해 교환할 수 있다. SDR은 1969년에 우선 외환보유고 자산인 금과 미국 달러의 부족분을 보충하기 위해 만들어졌으며 특별인출권의 ISO 4217 통화 코드는 XDR이고 숫자 코드는 960이다.
특별 인출권의 ISO 4217 통화 코드는 XDR이다. 특별인출권의 가치는 IMF가 5년마다 정하는 '표준 배스킷 방식'(standard basket system)에 의해서 결정된다. SDR은 IMF가 국가에 할당하는 것으로, 민간 당사자가 보유하거나 사용할 수 없다. SDR의 수는 2009년 8월 214억 XDR 정도였다. 2008년 글로벌 금융위기 당시 "세계 경제 시스템에 유동성을 공급하고 회원국의 공식 보유고를 보충하기 위해" 1,826억 XDR이 추가로 할당되었다.
2014년 10월까지 존재하는 SDR의 수는 2,040억 XDR이었다. COVID-19 팬데믹으로 인한 경제적 스트레스로 인해 일부 경제학자들과 몇몇 가난한 국가의 재무 장관들은 회복 방안을 모색하면서 회원국 경제를 지원하기 위해 4T 달러의 새로운 할당을 요구했다. 2021년 3월 G24 등은 이를 위해 5,000억 달러의 할당을 제안했다. 이에 대응하여 2021년 8월 23일 4,565억 XDR(약 6,500억 달러)이 할당되었다.

## 역사
특별인출권은 1969년 IMF가 창안한 것으로 브레턴우즈 체제의 고정환율제도 하에서 외환보유고에 보유한 자산을 대상으로 한 것이다. 1970년대 초 그 제도가 붕괴된 이후 XDR의 역할은 덜했다. 1972년부터 IMF의 주요 목적은 IMF의 계정 단위 역할을 하는 것이었다.
IMF 자체는 현재 XDR의 역할을 "중요하지 않다"고 말한다. 가장 많은 XDR을 보유한 선진국들은 XDR을 어떤 목적으로도 사용하지 않을 것이다. XDR의 유일한 실제 사용자는 개발도상국들이 XDR을 "다소 값싼 신용 라인"으로 간주할 수 있다.
XDR이 외환보유액 자산으로 크게 활용되지 않을 수 있는 한 가지 이유는 사용하기 전에 반드시 통화로 환전되어야 하기 때문이다. 부분적으로는 민간 당사자가 XDR을 보유하지 않기 때문인데, 이는 IMF 회원국, IMF 자체, 그리고 IMF가 허가한 소수의 기관에서만 사용하고 보유하기 때문이다. 시장 개입과 유동성 공급과 같은 외환보유액의 기본적인 기능과 유리한 환율을 통한 수출 경쟁력 유지와 같은 덜 전문적인 기능은 XDR을 직접 사용하여 수행할 수 없다. 이러한 사실 때문에 IMF는 XDR을 "불완전한 준비자산"으로 지정했다.
그들이 별 소용이 없을 것으로 보이는 또 다른 이유는 존재하는 XDR의 수가 상대적으로 적기 때문이다. 2011년 1월 현재, XDR은 전세계 외환보유자산의 4% 미만을 차지하고 있다. 외환보유자산이 제 기능을 하려면 충분한 유동성을 가져야 하는데, XDR은 그 수가 적기 때문에 비유동성 자산으로 인식될 수 있다. IMF는 "공식적인 XDR의 규모를 확대하는 것은 그들이 대체 준비자산으로서 더 의미 있는 역할을 수행하기 위한 전제조건이다.

## 가치정의

### 통화 바스켓
XDR의 구성을 결정하기 위해 IMF는 세계 무역 및 금융 시스템에 중요한 여러 통화를 고려한다. 현재 통화의 중요성은 두 가지 요소로 측정된다: 그 통화로 판매된 수출 금액과 그 통화가 "자유롭게 사용 가능"한 것으로 간주되는지 여부(외환 준비 자산으로서의 사용과 국제 거래에서 얼마나 널리 사용되는지에 따라 결정됨).
XDR 바스켓 정의는 5년 동안 유효하다. 이 기간이 끝나기 약 1개월에서 2개월 전에 IMF 집행위원회가 XDR 바스켓을 재평가한다. 포함된 통화와 가중치는 이후 변경될 수 있다. XDR의 가치 정의를 변경하려면 IMF 회원국 중에서 최소 70%의 투표가 필요하다. 변경 사항은 5년 기간이 끝나면(이사회 검토 후 1개월에서 2개월) 적용한다. 적용되기 하루 전에 새로 정의된 가중치는 지난 3개월 동안의 환율 평균을 기준으로 통화량으로 변환되어 미국 달러의 XDR 가치는 변경 전후에 동일하게 유지된다. 통화량은 5년 기간 동안 고정된 상태로 유지된다.
IMF는 현재 바스켓이 더 이상 "세계 무역 및 금융 시스템에서 통화의 상대적인 중요성"을 반영하지 않는다고 결정하면 5년 미만 후에 재평가를 수행할 권리를 보유하고, 재평가를 연기할 권리도 보유한다. 둘 중 하나가 발생하면(기존 정의가 5년 미만 또는 5년 이상 유효함), 새로운 정의는 여전히 5년 동안 유효하다.

### 일별평가
변동환율 때문에 각 통화의 상대적 가치는 지속적으로 변동하고, XDR의 가치도 변동한다. IMF는 매일 XDR의 가치를 미국 달러 기준으로 정한다. XDR의 최근 미국 달러 가치는 IMF 웹사이트에 공개된다.
예를 들어 2021년 1월 31일 1XDR=1.4408달러, 2021년 6월 22일 1XDR=1.42648달러이다.

## 편입기준
IMF는 지난 5개년도 수출 규모와 통화의 '자유로운 사용 여부'(freely usable)를 SDR 편입 기준으로 삼는다.
최근 SDR에 편입한 중국 위안화는 SDR 편입기준을 통과하기 위해 다양한 노력을 기울였다.
1. 역·내외 환율격차를 축소하기 위해 중국의 역내 외환시장을 해외 중앙은행에 개방했다.
2. 처음으로 IMF에 외환보유액 통화구성 내역도 보고했다.
3. 중국은 또 런던에서 사상 처음으로 역외 국채를 발행했다. 1년 만기 위안화 표시 국채를 50억위안 규모로 발행했다.[2]

## 교환
실제 외화가 필요한 IMF 회원국은 XDR을 다른 회원국에 판매할 수도 있다. XDR의 일부 또는 전부를 판매하려면 구매할 의사가 있는 당사자를 찾아야 한다. 이러한 자발적인 교환은 IMF의 중개 역할을 한다.
IMF는 또 지정제도에 따라 외환보유고가 많은 회원국에 대해 외환보유고가 약한 회원국으로부터 XDR을 구입하도록 요구할 수 있는 권한을 갖고 있다. 이 제도에 따라 어떤 국가든 최대 의무는 현재 XDR 할당액의 두 배에 해당한다. 2023년 현재 XDR은 유로, 일본 엔화, 영국 파운드, 미국 달러 또는 중국 위안화로만 교환할 수 있다. IMF는 XDR을 교환하는 데 "수일"이 걸릴 수 있다고 말한다.

## 이자율
MF는 "XDR 바스켓 통화의 자금 시장에서 단기 부채에 대한 대표 이자율의 가중 평균"을 기준으로 주간 이자율을 계산한다. IMF가 한 국가에 할당한 XDR에 대해서는 이자를 지불하지 않는다. 다만, 이자는 할당한 XDR의 일부 또는 전부를 교환(판매)한 IMF 회원국이 지불해야 하며, 이자는 할당받은 것보다 더 많은 XDR을 보유한 회원국(즉, 다른 회원국으로부터 XDR을 구입한 국가)에게 지불한다.

## 대한민국의 현황
대한민국은 1955년 8월 IMF에 가입한 직후, 제1차 경제개발 5개년 기간인 지난 1965년에 처음으로 신용지원을 받았다. 경제개발에 따라 차입규모가 1980년에는 31억 7,200만SDR, 81년 54억 4,500만SDR, 82년 69억 6,100만SDR등으로 계속 늘어 1983년에는 102억 5,800만SDR까지 급증했다. 3저 호황여파로 1988년 12월에 IMF차입금 전액을 청산했다.
1997년 IMF 외환위기로 또다시 지원받았으며, 2001년 8월 23일 IMF 차입금 195억 달러 전액 상환했다. 2018년 기준으로 IMF 회원국 중 우리나라의 출자비율은 1.41%, 투표권은 1.37%로 19위 수준이다. 그러다가 2021년 8월 IMF에서 약 6천 500억달러 규모의 특별인출권(SDR)의 일반배분을 실시하면서 한국에 117억달러(지분율 1.8%) 배정했다.
2022년 2월 13일, 전국경제인연합회은 IMF 집행이사회가 검토하는 특별인출권 통화바스켓에 원화가 편입될 가능성에 대한 보고서를 내놓았다.

## 같이 보기
- 환율